# Golaia
Golaia (rus: Голая ) és un petit estratovolcà basàltic que es troba al sud de la península de Kamchatka, Rússia, al sud del volcà Assatxa. S'eleva fins als 858 msnm. La darrera erupció va tenir lloc durant el Plistocè.